# 全日本アマチュア自転車競技選手権大会
全日本アマチュア自転車競技選手権大会（ぜんにほん―じてんしゃきょうぎせんしゅけんたいかい）は、日本自転車競技連盟 (JCF) が主催していた自転車競技大会である。「全アマ」と略される。ロードレースとトラックレースに分けて別開催となる。開催地はともに持ち回り。1982年からはともに女子も開催。

## 概略
1931年に『第1回全大阪サイクル選手権大会』として開催されて以降、80年以上の歴史を有する大会であったが、1998年に全日本自転車競技選手権大会（全日本選手権）が創設されたのに伴い、国内最高峰は全日本選手権に譲った。
2012年10月10日、JCFは、2012年の開催を最後とし、2013年の開催より、全日本選手権に統合することを決めた。また、オムニアム種目の普及をはかるべく、全日本選手権の一種目という位置づけをやめ、独立した大会として、JOCジュニアオリンピックカップと同一会場同一日程にて開催するこことも併せて決めた。

## ロードレース
ロードレースはジュニア全日本選手権ロード・レースと併せて開催。全アマの翌日に全日本選手権が行われる。男子エリートは1998年の全日本選手権創設に伴い、女子も2003年にそれぞれ移管されたため、以降は男子U23部門のみの実施であった。

## トラックレース
トラックレースは、高校生年代以下対象のJOCジュニアオリンピックカップ自転車競技大会と併せ、原則として5月最終日曜日とその前日たる土曜日に実施していた。